# Otok, Tỉnh West Pomeranian
Otok [ˈɔtɔk] (tiếng Đức: Woedtke) là một ngôi làng thuộc khu hành chính của Gmina Gryfice, thuộc quận Gryfice, West Pomeranian Voivodeship, ở phía tây bắc Ba Lan. Nó nằm khoảng 8 kilômét (5 mi)   phía bắc Gryfice và 75 km (47 mi) về phía đông bắc của thủ đô khu vực Szczecin.
Trước năm 1637, khu vực này là một phần của Công tước Pomerania. Vào năm 1815, 1919, nó là một phần của tỉnh Pomerania. Đối với lịch sử của khu vực, xem Lịch sử của Pomerania.

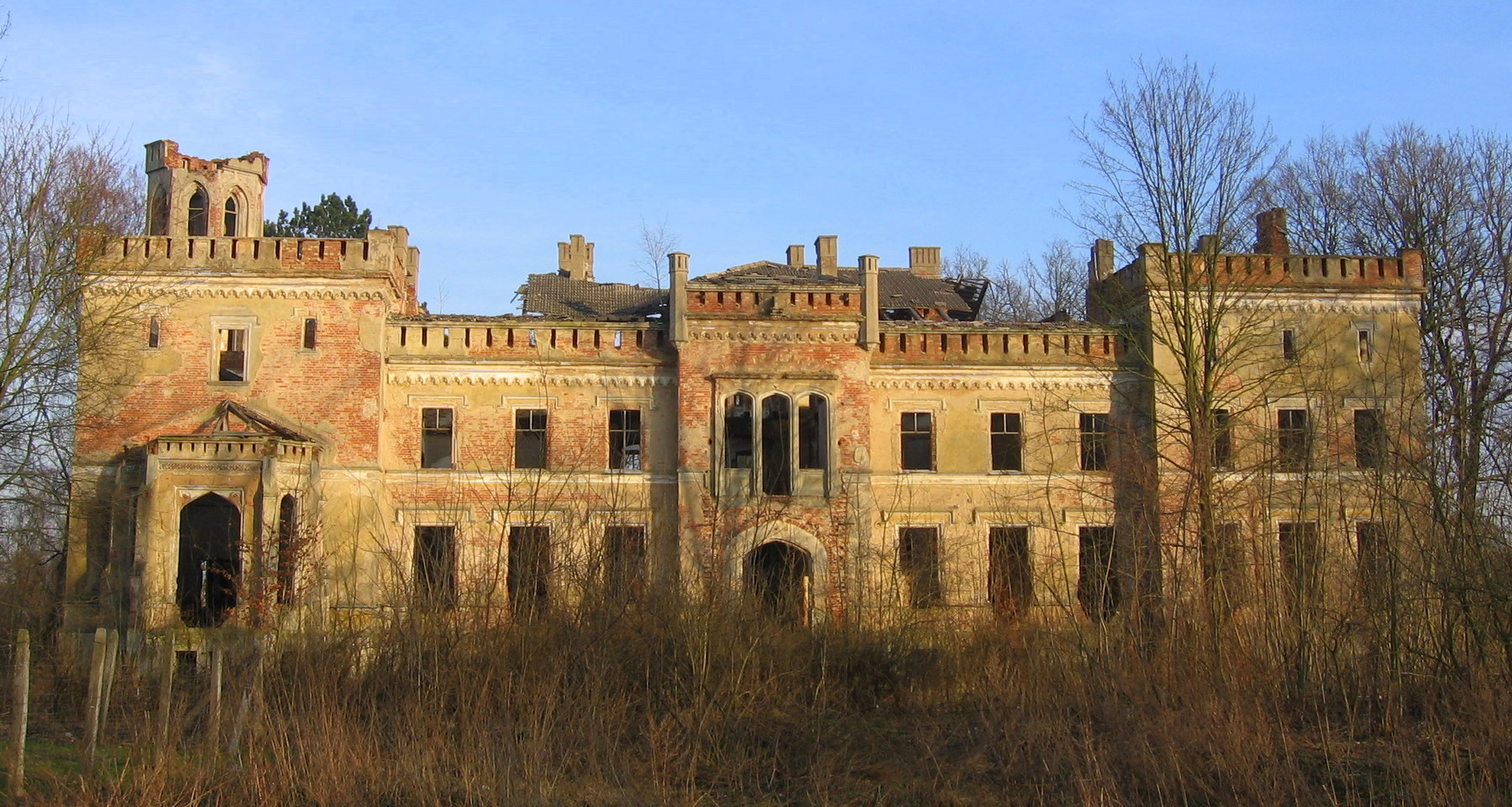
Tàn tích của cung điện cũ ở Otok

Ngôi làng có dân số là 275 người. 

## Cư dân đáng chú ý
- Peter Ernst Wilde (1732 Từ1785), bác sĩ
- Helmut Borchardt (1917 Từ1945), Oberfeldwebel ở Wehrmacht